# Manuel Bartual Verdejo
Manuel Bartual Verdejo (Bicorp, 1844 - Cartagena, 3 de marzo de 1886) fue un obrero mecánico, delineante y revolucionario español, ejecutado por su participación en la insurrección republicana de 1886 en Cartagena.

## Biografía

### Primeros años
Nacido en 1844 en la localidad valenciana de Bicorp, en enero de 1886 residía junto a su esposa y sus hijos en Cartagena, en el segundo piso del número 31 de la calle de Saura. En aquella ciudad portuaria se desempeñaba como delineante de Marina y obrero mecánico en el Arsenal Militar, y fue allí además donde desarrolló el motor de viento que patentó en 1884. Este dispositivo, el más antiguo de los registrados en la provincia de Murcia y que bautizó como «sistema Bartual», estaba concebido para funcionar como noria, bomba hidráulica o molino harinero, mediante la transmisión de la fuerza del viento a una serie de semicilindros verticales gracias a unas armaduras sujetas al árbol motor.
Como consecuencia de su consejo de guerra en marzo de 1886, la prensa se interesó por su biografía pero fue incapaz de recabar información fidedigna. Así, mientras periódicos como El Diario de Murcia le definían como un hombre oscuro al cual «en ningún tiempo y por ningún motivo se le tuvo como una esperanza, no ya de la patria, pero ni de un partido, ni siquiera de unos cuantos amigos suyos», otros medios de comunicación difundieron rumores acerca de sus orígenes, como el que apuntaba a que había sido presidiario en Ceuta, de donde se había fugado para refugiarse entre las cabilas rifeñas cercanas, apostatando y uniéndose a su hostigamiento de las plazas españolas de soberanía, para posteriormente embarcar desde Orán a Cartagena para hacerse con el castillo de San Julián. Otro relato contaba que, cumpliendo el servicio militar en Madrid, habría intervenido en la represión de la sublevación del cuartel de San Gil en 1866, arrestando él mismo a Práxedes Mateo Sagasta en el proceso.

### La sublevación de 1886 en Cartagena
Una década después de los acontecimientos de la Primera República y de la rebelión cantonal, el sistema de gobierno implantado con la Restauración borbónica, basado en el llamado «turno pacífico», todavía era contestado por la oposición armada del republicanismo. La década de 1880 fue prolija en pronunciamientos de ese signo, organizados por la Asociación Republicana Militar (ARM) y amparados políticamente por el dirigente republicano-progresista exiliado Manuel Ruiz Zorrilla. Después de los fallidos episodios de 1883 y 1884, replicados con conatos como el del Arsenal de Cartagena al año siguiente –promovido por elementos aislados–, los conspiradores reiniciaron sus planes ante la noticia de la muerte del rey Alfonso XII el 25 de noviembre de 1885, aún pese a la calculada ambigüedad de Zorrilla y las vacilaciones entre algunos miembros de la ARM, que empezaban a cuestionar la conveniencia de los métodos violentos para lograr la república y veían el indulto general del nuevo gabinete Sagasta como una oportunidad para la vía civil.

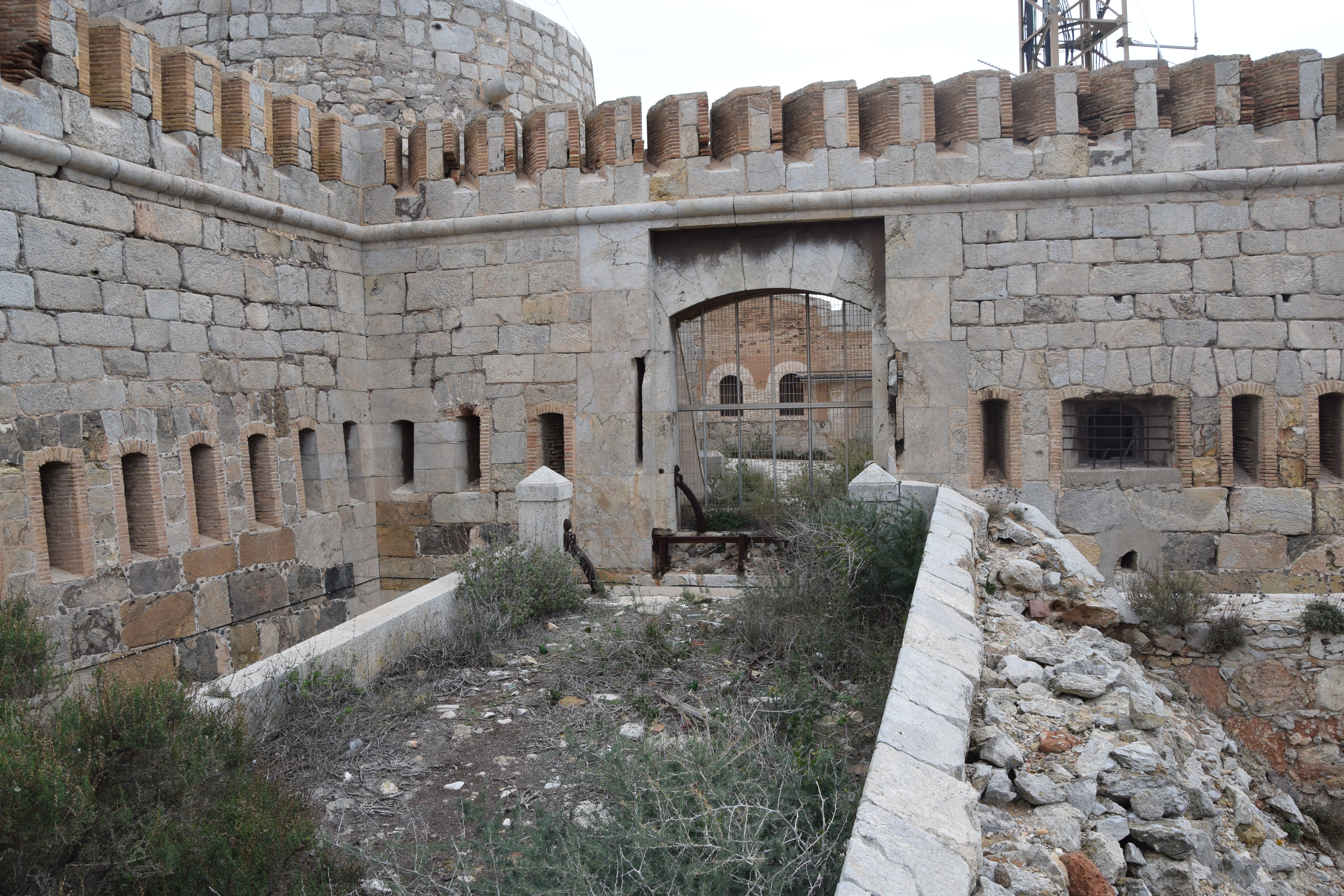
Acceso principal al castillo de San Julián, donde fue malherido el general Fajardo.

En estas circunstancias, durante la madrugada del 10 de enero de 1886, un grupo de entre 25 y 30 hombres armados con armas blancas y de fuego cortas se introdujo por una poterna del castillo de San Julián y sorprendió a la adormecida guarnición, desarmándola y confinándola en los dormitorios. Con las primeras luces del alba, emplearon los cañones del fuerte para disparar unas andanadas de pólvora con las que advertir de su éxito a la plaza. Sin embargo, la única reacción en Cartagena llegó a las ocho de la tarde, cuando el gobernador militar, el general Luis Fajardo Izquierdo, aseguró la plaza y avanzó hacia San Julián. Dejando a su tropa a unos centenares de metros, Fajardo se aproximó al castillo con una pequeña escolta, a la que dejó parapetada atrás mientras él se dirigía al puente y exigía a los ocupantes del castillo que abriesen la puerta. Siguieron unos instantes de confusión, en los que los sublevados respondieron ordenando a Fajardo que se retirase, pasando ante su insistencia a practicar una descarga de fusilería intimidatoria a la que la escolta del gobernador contestó abriendo fuego, precipitando que los insurrectos disparasen a su vez sobre el general, quien fue alcanzado cuatro veces. El mando herido fue trasladado al Arsenal para que fuese tratado, falleciendo a consecuencia de sus heridas el 28 del mismo mes, mientras sus subordinados planeaban el asalto del fuerte que debía suceder al día siguiente.
No obstante, las tropas gubernamentales no necesitaron utilizar la fuerza para recuperar el castillo, puesto que los revolucionarios lo abandonaron en torno a las cinco de la mañana, desmoralizados por el enfrentamiento con el general y por la falta de apoyos en Cartagena. Unos se escondieron en la próxima sierra minera, mientras que otros marcharon a Orán en falucho y un grupo regresaba a sus hogares en la ciudad. El republicano histórico Antonio Gálvez Arce, que tuvo un papel testimonial en los sucesos y no llegó siquiera a hacer acto de presencia en San Julián, partió hacia su casa de Torreagüera a primera hora de la mañana, alquilando una tartana y habiéndose negado a disfrazarse o afeitarse su característica barba.

### Consejo de guerra
Manuel Bartual pertenecía al grupo de rebeldes que había preferido volver a sus casas, en lo que Rolandi Sánchez-Solís (2002) considera una decisión basada en la confianza en su escasa responsabilidad en los hechos. Pese a ello, fue detenido en la madrugada del 13 de enero de 1886 junto a otros 18 individuos, y encarcelado en el Cuartel de Antigones. En total fueron sometidas a arresto 33 personas, de las cuales una falleció en circunstancias no aclaradas y 17 terminaron puestas en libertad por falta de pruebas, mientras que al resto les fueron abiertas diligencias. La sumaria general, que concluyó en abril de 1887, sumó una nueva condena a muerte in absentia contra Antonete Gálvez –entre otros cabecillas–, mientras que una pieza separada, abierta el 29 de enero, acusaba a Francisco Martí Asensi, al joven de 16 años José Ávila Ortega y a Manuel Bartual Verdejo de «atentado a la fuerza armada, alzamiento contra la forma de gobierno y de nuevo atentado a la autoridad militar y fuerza que en acto de servicio le acompaña».
El procedimiento se celebró en Cartagena el 3 de febrero, y Bartual confesó haber tomado partido por la sublevación y en la ocupación de San Julián, así como de haberle dado el alto a Fajardo la noche del 10 de enero y haber dado aviso al resto de revolucionarios, aunque negó haber disparado contra el general. El fiscal y la instrucción concluyeron que había indicios de que abrió fuego, y finalmente el consejo de guerra consideró probados los tres delitos, condenándole a la pena capital. En el caso de Martí Asensi y Ávila Ortega, el primero confesó haber participado en la ocupación de la fortaleza, pero afirmó haberla abandonado antes del tiroteo del día 10, siendo condenado a muerte por los dos primeros delitos; mientras que el segundo fue condenado únicamente a tres años de prisión correccional por alzamiento, «por falta de pruebas y en atención a su edad». El 25 de febrero, el Consejo Supremo de Guerra y Marina resolvía conmutar la pena de muerte de Martí Asensi y confirmar la de Bartual, pese a que nunca se pudo probar que el segundo fuese autor de las descargas que hirieron al gobernador Fajardo. Rolandi Sánchez-Solís estima que los procesos fueron un intento frustrado del gobierno Sagasta de juzgar y castigar ejemplarmente a los máximos responsables del levantamiento, y que en ausencia de ellos Bartual era el candidato perfecto para pagar por los demás.

### Ejecución
La ejecución del reo Manuel Bartual fue fijada para el 3 de marzo de 1886. Hasta aquel día solicitaron el indulto el Ayuntamiento de Cartagena, el Círculo Mercantil, la prensa, el clero castrense y diocesano e incluso la propia viuda de Luis Fajardo, en vano. Se ordenó construir un cadalso frente al cementerio de Los Remedios, y al rechazar el encargo los carpinteros civiles, hubo de recurrirse a los carpinteros de la Comandancia de Ingenieros. Llegado el día, Bartual fue conducido al patíbulo por dos guardias civiles en la misma tartana que alquilase Antonete Gálvez para abandonar la ciudad meses antes. En su último alegato, clamó una vez más por su inocencia y pidió caridad para sus hijos, antes de ser ejecutado por garrote vil a las cinco de la tarde.
En su lápida, sus camaradas le dedicaron el siguiente epitafio: «Valeroso como el justo, resignado como el mártir, cariñoso padre, buen esposo, recibió la muerte confiado en la justicia divina el perdón para los que erraron». El proceso sumarial, y especialmente el ajusticiamiento de Bartual, causaron conmoción entre la población cartagenera. Con el tiempo, empezó a ser considerado un mártir de la causa republicana, se reclamó una pensión para su viuda para que pudiese conservar su tumba y, durante la Segunda República, se dio su nombre a la plaza de los Tres Reyes y se pidió que fuera expuesto en el Ayuntamiento de Cartagena «el retrato de aquel hombre modesto por su origen pero de extraordinaria elevación moral».